# Thunder and Lightning
Thunder and Lightning — двенадцатый и последний студийный альбом ирландской рок-группы Thin Lizzy, вышедший в 1983 году.

## Об альбоме
Альбом писался при участии гитариста Джона Сайкса, заменившего Сноуи Уайта. Сайкс привнёс в Thin Lizzy более тяжёлое звучание, нежели на предыдущих альбомах группы; большинство песен, тем не менее, было написано ещё до его вхождения в состав. Клавишник Даррен Уортон также внёс ощутимый вклад в написание песен.
28 января 1983 года группа выступила в британском телешоу «The Tube», исполнив «The Boys are Back in Town», «The Sun Goes Down» и «Cold Sweat».
С этим альбомом группа отправилась в своё прощальное турне, записи с которого легли в основу концертного альбома Life, вышедшего в том же году.
Журнал Metal Hammer, включивший Thunder and Lightning в свой список «500 лучших металлических альбомов всех времён», пишет о нём: «На своём последнем альбоме Thin Lizzy практически стали безупречной хэви-метал группой. После неоднозначных записей и внутренних проблем ирландцам удалось выдать яркое, бодрое и взрывное прощание своим финальным вызовом на поклон. И самым тяжёлым альбомом в своей истории».

## Список композиций
| №  | Название                | Автор(ы)                   | Длительность |
| -- | ----------------------- | -------------------------- | ------------ |
| 1. | «Thunder and Lightning» | Брайан Дауни, Фил Лайнотт  | 4:53         |
| 2. | «This Is the One»       | Фил Лайнотт, Даррен Уортон | 4:01         |
| 3. | «The Sun Goes Down»     | Фил Лайнотт, Даррен Уортон | 6:18         |
| 4. | «The Holy War»          | Фил Лайнотт                | 5:10         |

| №  | Название                           | Автор(ы)                                 | Длительность |
| -- | ---------------------------------- | ---------------------------------------- | ------------ |
| 1. | «Cold Sweat»                       | Фил Лайнотт, Джон Сайкс                  | 3:06         |
| 2. | «Someday She Is Going to Hit Back» | Брайан Дауни, Фил Лайнотт, Даррен Уортон | 4:01         |
| 3. | «Baby Please Don’t Go»             | Фил Лайнотт                              | 5:07         |
| 4. | «Bad Habits»                       | Скотт Горэм, Фил Лайнотт                 | 4:03         |
| 5. | «Heart Attack»                     | Скотт Горэм, Фил Лайнотт, Даррен Уортон  | 3:38         |

| №   | Название                                                            | Автор(ы)                                                 | Длительность |
| --- | ------------------------------------------------------------------- | -------------------------------------------------------- | ------------ |
| 1.  | «Angel of Death» (концерт в Hammersmith Odeon, 1981)                | Фил Лайнотт, Даррен Уортон                               | 7:30         |
| 2.  | «Don’t Believe a Word» (концерт в Hammersmith Odeon, 1981)          | Фил Лайнотт                                              | 8:16         |
| 3.  | «Emerald» (концерт в Hammersmith Odeon, 1981)                       | Скотт Горэм, Брайан Робертсон, Брайан Дауни, Фил Лайнотт | 4:17         |
| 4.  | «Killer on the Loose» (концерт в Hammersmith Odeon, 1981)           | Фил Лайнотт                                              | 5:39         |
| 5.  | «The Boys are Back in Town» (концерт в Hammersmith Odeon, 1981)     | Фил Лайнотт                                              | 5:10         |
| 6.  | «Hollywood (Down on Your Luck)» (концерт в Hammersmith Odeon, 1981) | Скотт Горэм, Фил Лайнотт                                 | 4:37         |
| 7.  | «The Sun Goes Down» (демоверсия)                                    | Фил Лайнотт, Даррен Уортон                               | 6:07         |
| 8.  | «Bad Habits» (демоверсия)                                           | Скотт Горэм, Фил Лайнотт                                 | 4:32         |
| 9.  | «This Is the One» (демоверсия)                                      | Фил Лайнотт, Даррен Уортон                               | 4:21         |
| 10. | «Thunder and Lightning» (демоверсия)                                | Брайан Дауни, Фил Лайнотт                                | 4:58         |
| 11. | «Cold Sweat» (демоверсия)                                           | Фил Лайнотт, Джон Сайкс                                  | 3:10         |
| 12. | «Baby Please Don’t Go» (демоверсия)                                 | Фил Лайнотт                                              | 5:38         |
| 13. | «Heart Attack» (демоверсия)                                         | Скотт Горэм, Фил Лайнотт, Уортон                         | 3:41         |
| 14. | «The Holy War» (демоверсия)                                         | Фил Лайнотт                                              | 5:17         |
| 15. | «Someday She Is Going to Hit Back» (демоверсия)                     | Скотт Горэм, Фил Лайнотт, Даррен Уортон                  | 4:00         |

## Участники записи
Список составлен по сведениям базы данных Discogs.
Thin Lizzy:
- Фил Лайнотт — бас-гитара, вокал;
- Скотт Горэм — соло-гитара, ритм-гитара, бэк-вокал;
- Джон Сайкс — соло-гитара, ритм-гитара, бэк-вокал;
- Даррен Уортон[англ.] — клавишные, бэк-вокал;
- Брайан Дауни — ударные, перкуссия

Технический персонал:
- Thin Lizzy — продюсер
- Крис Цангаридис[англ.] — продюсер, звукоинженер, инженер сведе́ния
- Эндрю Уорвик — звукоинженер
- Крис Людвински — оператор записи, ассистент звукоинженера
- Иэн Купер — мастеринг-инженер[англ.]
- Эндрю Преветт — арт-директор, разработчик дизайна конверта
- Денис О’Реган — фотограф (фото для задней стороны конверта пластинки)
- Боб Элсдейл — фотограф